# Apophua genalis
Apophua genalis là một loài tò vò trong họ Ichneumonidae.